# ブッファ
ブッファ（Buffa、1983年1月20日 - ）は、アメリカ合衆国のプロレスラー。

## 経歴
- 2001年、ニューヨーク市ブルックリンにてデビュー。来日時まではフリーとして活動。
- 2011年2月にニューサモアンズ（パートナーはズッファ）として来日。3月6日のZERO1両国大会に参戦し、それ以降継続参戦しZERO1所属となる。同年12月に開催された風林火山ではマザーとのタッグで出場。
- 2016年、火祭りに初参戦。しかし、頚椎損傷で最終戦を除くすべての試合が不戦敗で終わる。
- 2017年、ZERO1を退団。以降は中国、香港、台湾を拠点に活動している。

## 特徴
- 入場時にはラジカセを持参し軽快に踊りながら入場する。
- 試合中などには「ヘイヨー」の掛け声を多用する。

## 得意技
- スーパーマン・プレス
- ブッファバスター

## タイトル歴
- NWA UNヘビー級王座
- LIWFタッグ王座
- NYMCタッグ王座
- WXWタッグ王座